# Rivière Salmon Falls
La rivière Salmon Falls est un cours d’eau et un affluent de la rivière Piscataqua dans les États américains du Maine et du New Hampshire. Elle prend sa source dans le lac Great East et elle coule sur environ 61 km (38 miles), formant une partie de la frontière entre le Maine et le New Hampshire.
La rivière Salmon Falls rejoint la rivière Cochecho (en) près de Dover, pour former la rivière Piscataqua.
Elle fournit les centrales hydroélectriques dans les villes du New Hampshire de Milton, New Hampshire (en), Somersworth et Rollinsford et dans le Maine à Berwick et South Berwick. Les trois derniers miles de la rivière, de South Berwick à la Piscataqua, sont influencés par le niveau des marées.
Les Indiens Abénaquis de la région avait nommé la rivière « Newichawannock », qui signifie « rivière avec nombreuses chutes ».